# Curt Boström
Curt Birger Boström, född 31 december 1926 i Piteå landsförsamling i Norrbottens län, död 3 mars 2014 i Piteå församling i Norrbottens län, var en svensk socialdemokratisk politiker och ämbetsman.

## Biografi
Curt Boström gick realskola 1938–1942 och var anställd vid flottningsföreningarna i Norrbotten och Västerbotten 1946–1969, varpå han var kamrer i Flottnings- och virkesmätningsföreningen i Norrbotten 1969–1974. Han var socialdemokratisk ersättare för ledamot för Norrbottens läns valkrets i riksdagen 1974–1976 och ordinarie riksdagsledamot för samma valkrets 1976–1985. Boström var kommunikationsminister från den 8 oktober 1982 till den 30 juni 1985, landshövding i Norrbottens län från den 1 juli 1985 till den 30 juni 1991 och civilbefälhavare i Övre Norrlands civilområde 1985–1992.
Curt Boström var son till butiksföreståndaren Artur Boström och Nanny Lundström. Han gifte sig 1950 med Sonja Berglund (född 1929) och de fick sonen Greger (född 1952). Boström är begravd på Piteå kyrkogård.